# Dalmatinska akcija (1990.)
Dalmatinska akcija (DA) je bila hrvatska regionalistička politička stranka lijeve orijentacije, koja je djelovala na području Dalmacije 1990-ih.
Osnovana je u Splitu u jesen 1990. godine, a prvi predsjednik joj je bio splitski humorist Đermano Ćićo Senjanović. Stranka se u svojem programu zalagala za regionalno preuređenje Hrvatske, odnosno stvaranje Dalmacije kao posebne upravne jedinice koja će dijeliti ovlasti sa središnjom vlasti u Zagrebu. Godinu dana kasnije Senjanović je napustio stranku, a na čelo je stala sociologinja dr. Mira Ljubić-Lorger.
DA je na nacionalnu političku scenu došao na parlamentarnim izborima 1992., kada je Mira Ljubić-Lorger izabrana u Hrvatski sabor na zajedničkoj listi s regionalnim strankama Istarski demokratski sabor i Riječki demokratski savez. Stranka je svoj uspon nastavila i na lokalnim izborima početkom 1993., kada je dobila svoje predstavnike u Skupštini Splitsko-dalmatinske županije, kao i Gradskom vijeću Splita i drugdje.
Nikad nije mogla računati na razinu podrške kakvu je imao IDS u Istri, napadana je kao protuhrvatska i separatistička stranka zbog specifičnih ratnih i drugih okolnosti. 
U rujnu 1993. njezino je sjedište u Splitu razneseno bombom, a članovi rukovodstva nakratko pritvoreni pod optužbom da su sami inscenirali taj napad.
Sudski proces je završio oslobađajućom presudom 1996. godine, ali je u međuvremenu Dalmatinska akcija znatno oslabila zbog stalnih raskola u rukovodstvu. Godine 1995. se na izborima natjecala za Sabor na listi lijevih stranaka pod vodstvom Akcije socijaldemokrata Hrvatske, ali nije obnovila parlamentarni status.
Na daljim lokalnim i nacionalnim izborima Dalmatinska akcija nije uspjela osvojiti nijedno mjesto te se je postupno počela gasiti. Godine 2003. i službeno je izbrisana iz registra političkih stranaka.
Dio njezinih bivših članova okupljen je u stranku Maslina – Dalmatinska autonomaška stranka.
Godine 2021. neki od bivših inicijalnih članova[nedostaje izvor] pomogli su reaktivirati, tj. osnovati novu stranku s istim imenom i programom, Dalmatinsku akciju.